# Dasypoda gusenleitneri
Dasypoda gusenleitneri är en biart som beskrevs av Michez 2004. Dasypoda gusenleitneri ingår i släktet byxbin, och familjen sommarbin. Inga underarter finns listade i Catalogue of Life.